# Іпіранга (спортивний клуб, Сан-Паулу)
«Іпіранга» (порт. Ypiranga) — бразильський спортивний клуб, із міста Сан-Паулу, який привернув увагу насамперед завдяки своїй футбольній команді в першій половині XX століття. Заснований 10 червня 1906 року. Клуб є одним із засновників Федерації футболу штату Сан-Паулу.